# Enrique Gainzarain
Enrique Gainzarain (Argentina, 7 de diciembre de 1904-18 de julio de 1972) fue un futbolista argentino.

## Trayectoria
Jugó en Ferro Carril Oeste y Gimnasia y Esgrima La Plata donde formó parte del Expreso del 33.

## Selección nacional
Formó parte del plantel que obtuvo la medalla plateada en los Juegos Olímpicos de Ámsterdam '28.
- Datos: Q1032117